# Scipedia
Scipedia es un portal científico abierto y un repositorio académico de acceso abierto que alberga artículos académicos, revistas y actas de congresos. El portal ofrece un lugar donde la comunidad puede trabajar en colaboración en temas de investigación y abrir foros de discusión sobre los mismos.
Scipedia se lanzó en mayo de 2017 y colabora en el proyecto europeo H2020 del "European forum and oBsErvatory for OPEN science in transport"  y cumple con las directrices de UE sobre Acceso Abierto.

## Publicación
Los artículos pueden importarse de formatos estándar (como .pdf, .docx o Tex / LaTex ) o crearse con el propio editor de Scipedia. Este editor permite trabajar en colaboración e incrustar en el texto material adicional como video, imágenes, conjuntos de datos, modelos y más. Como red social, Scipedia incluye diferentes herramientas para facilitar la discusión y la retroalimentación, como foros de discusión (asociados a todos los documentos publicados), grupos temáticos o mensajería interna.
Para este propósito, Scipedia ofrece una plataforma que proporciona servicios de publicación gratuita  para diseminar los resultados del trabajo científico y técnico. También ofrece la posibilidad de planes de pago para revistas con generación automática de DOIs, una pasarela de pago integrada para Cargosde procesamiento de artículos (APCs) o la gestión de aspectos administrativos de índices como Web of Science o SCOPUS.
Los artículos publicados y otros documentos públicos están disponibles bajo una licencia Creative Commons BY-NC-SA de forma gratuita y se pueden distribuir de acuerdo con las disposiciones de esta licencia. Scipedia no debe incorporar materiales que violen los derechos de sus autores u obras con un esquema de licencia incompatible con el esquema de Scipedia.
Hay cuatro tipos diferentes de publicaciones: Revistas, Archivos, Colecciones y Proceedings.
- Journal es una publicación revisada por pares que contiene artículos de investigación originales en el campo de la revista o artículos cuyo objetivo es el de intercambiar y debatir ideas novedosas sobre investigaciones teóricas y experimentales (revistas académicas).
- Archive es una publicación revisada por pares que publicará artículos con una perspectiva deliberadamente integradora y actualizada sobre un tema importante en el campo de la revista.
- Collecion puede ser un repositorio institucional o temático de cualquier tipo de documento técnico y científico (como disertaciones de tesis, artículos de revisión de vanguardia, artículos históricos o informes de investigación). Las colecciones brindan la oportunidad a los investigadores y tecnólogos de publicar libremente y facilitar el acceso abierto a los resultados de sus actividades de investigación. Se pueden crear repositorios institucionales y temáticos en Scipedia como Colección. Los documentos publicados como colecciones pueden no seguir los estándares definidos en Scipedia para artículos publicados en otros tipos de revistas.
- Proceedings es una colección de artículos académicos o científicos o resúmenes extendidos, publicados en el contexto de una conferencia o serie de conferencias.[4]

## Revisión y discusión por pares
El sistema permite una revisión por pares ciega (con pares designados) o una revisión por pares abierta (colaborativa) donde los usuarios registrados pueden comentar sobre el artículo y los autores pueden responder a sus preguntas.
Una parte integral de la misión de Scipedia es publicar revistas con el mayor impacto. La aplicación del proceso de revisión por pares es una forma de garantizar la calidad e integridad general de la investigación presentada en una publicación. Las publicaciones de Scipedia (excepto las de tipo 'Collection' y 'Proceedings') seguirán un proceso colaborativo de revisión por pares. El proceso de revisión por pares de Scipedia tiene como objetivo mantener los estándares de publicación, mejorar la calidad del documento y, finalmente, determinar la idoneidad para la publicación en la revista seleccionada.
Una vez que finaliza el proceso de revisión por pares y se publica el artículo, una página de discusión permanece abierta como foro de discusión sobre el contenido del artículo y los temas relacionados. Los autores de un artículo publicado pueden opcionalmente agregar material complementario adicional (como videos, conjuntos de datos, modelos computacionales, etc.) o decidir hacer cambios menores para mejorarlo. En caso de que los autores quieran realizar cambios importantes en un documento publicado, es preferible crear uno nuevo.

## Otros proyectos

### BIM Team Up
BIM TeamUp es una plataforma colaborativa de gestión de proyectos BIM (Building Information Modeling) en la nube, basada en la tecnología de Scipedia. BIM TeamUp facilita la gestión sencilla y visualización de todos los modelos y datos asociados al proyecto, de esta manera soporta la gestión diaria de los proyectos BIM.
BIM TeamUp es completamente escalable: se adapta a las necesidades de empresas de cualquier tamaño y administraciones públicas, para gestionar proyectos de edificación o ingeniería civil según la metodología BIM. 

### Team Up
El portal ofrece servicios de publicación y gestión de repositorios de datos (SaaS, Software as a Service) y la posibilidad de construir soluciones personalizadas. Bajo esta marca, la tecnología Scipedia se puede licenciar para implementar soluciones corporativas personalizadas.

### Portales institucionales
Las instituciones pueden utilizar la tecnología de Scipedia para alojar sus portales de ciencia abiertos y micrositios que, no solo ofrecen la tecnología de Scipedia, sino que también interactúan con el CRIS institucional o incluyen espacio publicitario.